# オシアガ・フェスティバル
オシアガ・フェスティバル（Osheaga Festival）は、カナダのケベック州モントリオールで毎年夏に開催される野外音楽フェスティバル。6つのステージが用意され、ロック、エレクトロニック、ヒップホップ、ポップなど様々なジャンルのアーティストが出演する。フェスティバルの正式名称はOsheaga Music and Arts Festival（仏語：Festival musique et arts Osheaga）である。

## 概要
2006年以来、オシアガ・フェスティバルはカナダで最重要の音楽祭として地位を確立してきた。モントリオールのサントエレーヌ島にあるジャン・ドラポー公園に、北米とヨーロッパから12万人の観客を動員している。オシアガは音楽とビジュアルアートに特化し、地元や国内の新進気鋭の才能を発掘することを目的として、国際的なアーティストたちと一緒に演奏する機会を提供している。

## ギャラリー

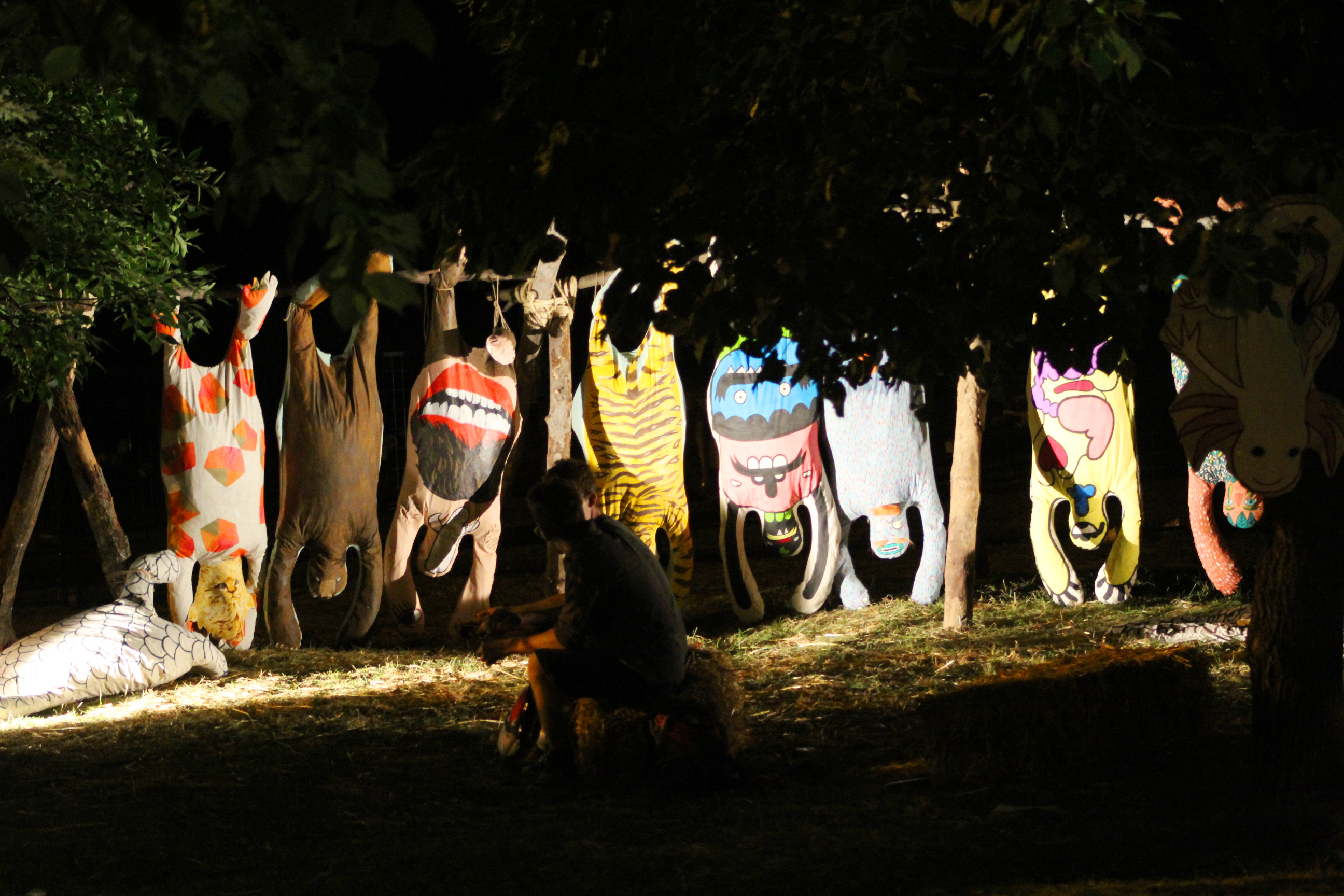
2010
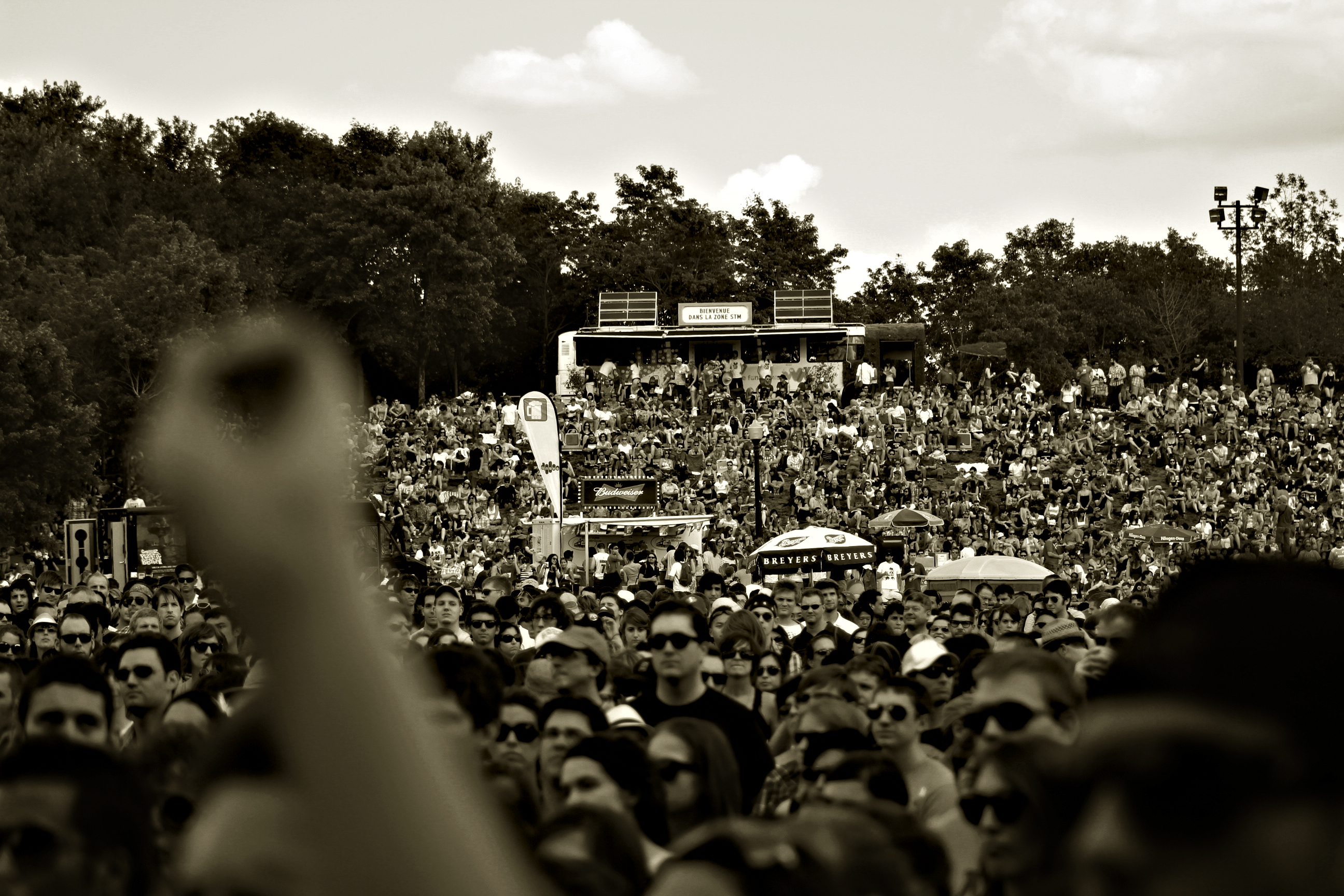
2010
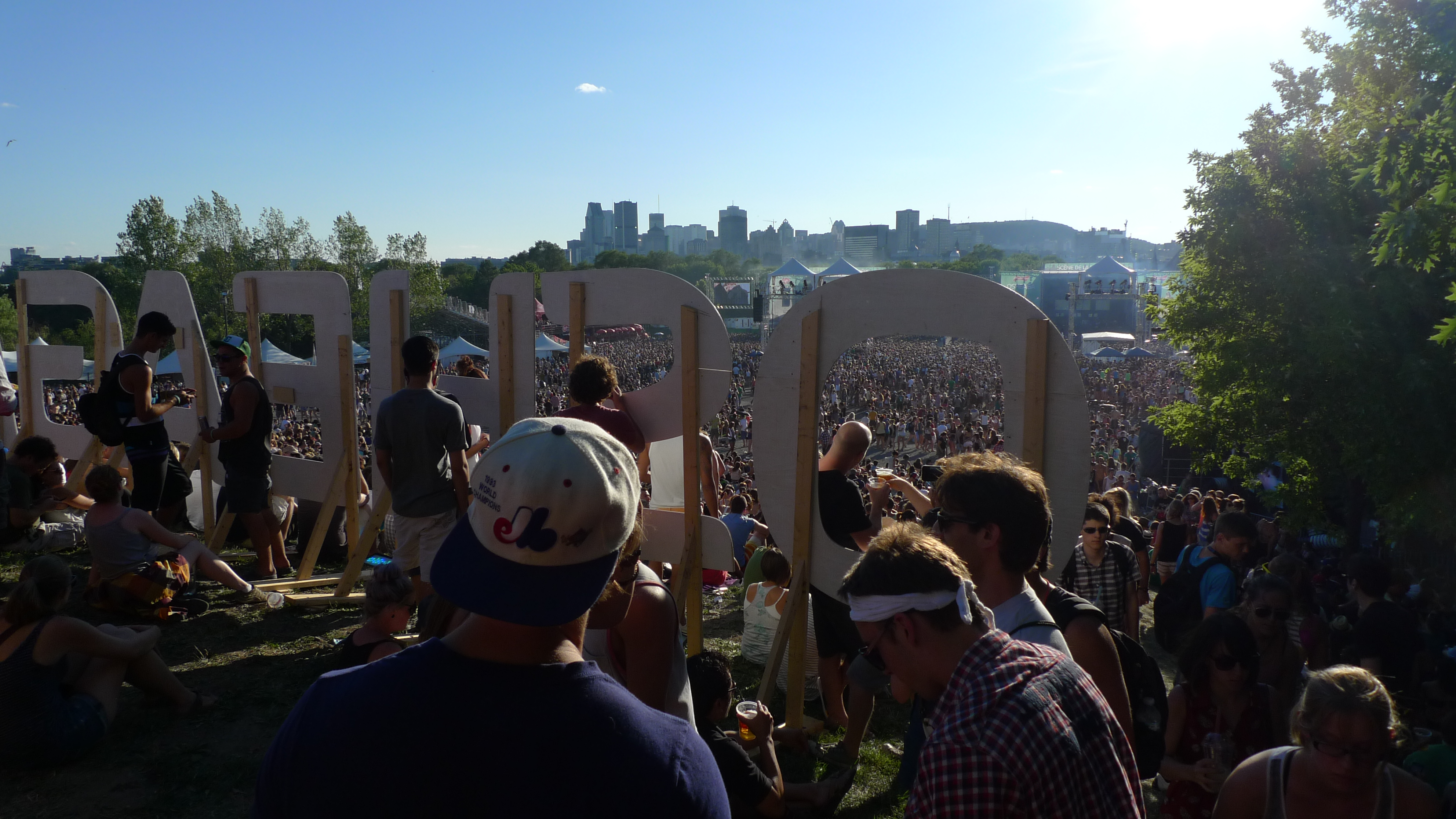
2012
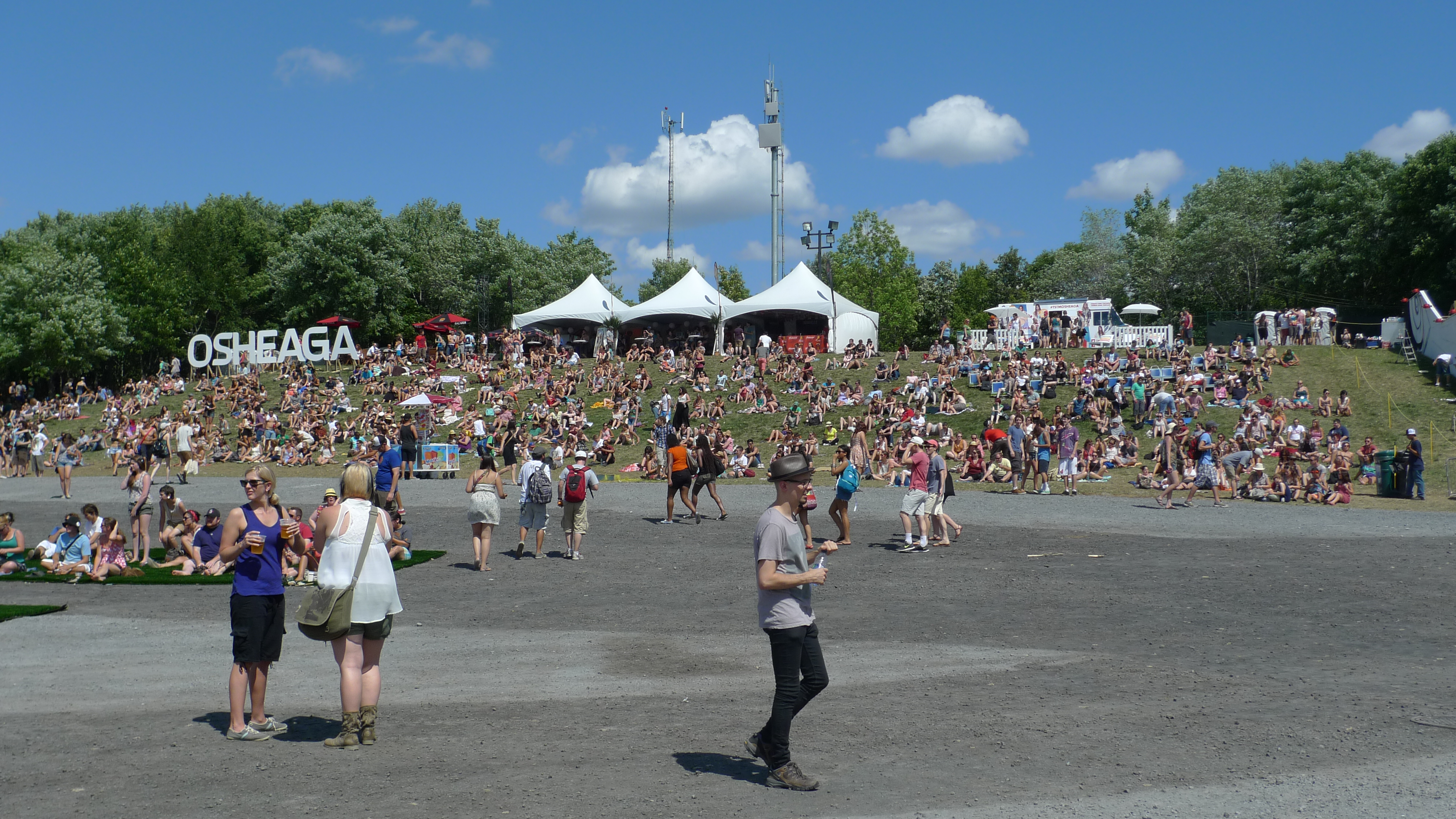
2012
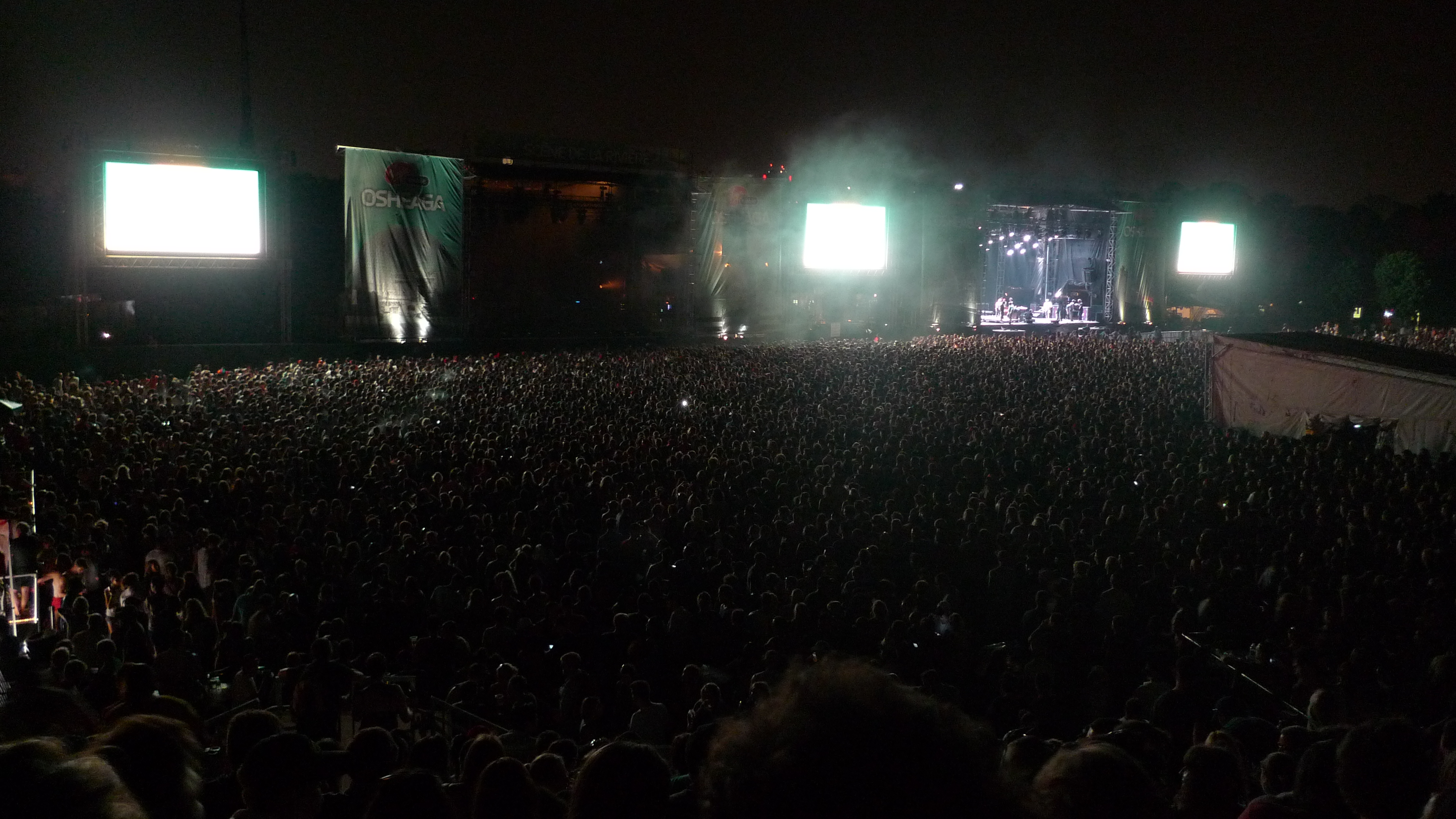
2012
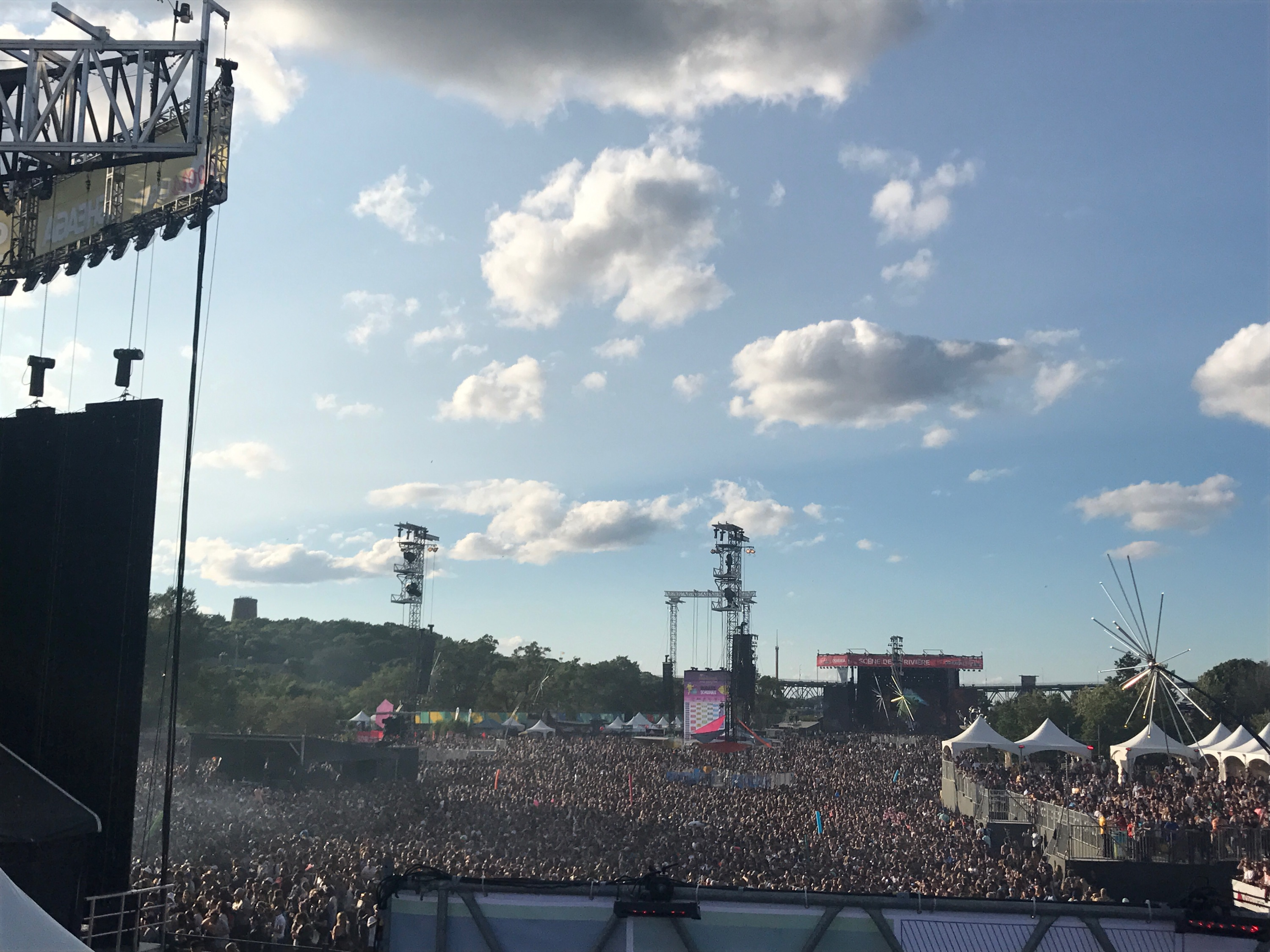
2017